# Правовий статус
Правови́й ста́тус — становище того чи іншого суб'єкта в правовій реальності, що відображається у його взаєминах з суспільством і державою; сукупність прав і обов'язків.
Правовим статусом наділені, наприклад, особа взагалі, члени парламенту, державні службовці.
В залежності від суб'єкта, його правовий статус наповнюється тими чи іншими елементами.
Можна говорити і про правовий статус об'єктів — землі, органів місцевого самоврядування, адвокатури тощо.
Правовий статус суб'єктів права складається з об'єктивних, фактично існуючих елементів, виявивши та проаналізувавши які, в цілому можна пізнати явище комплексно. Усвідомивши правовий статус як цілісну систему, серед структурних елементів якої можна виділити головні, можна з'ясувати характер її взаємозв'язків з середовищем функціонування. Застосовуючи системний метод дослідження, можна визначити поняття «правовий статус» як комплексне юридичне явище, що визначає статус (становище) суб'єкта у відповідній системі, відокремити його статистичні й допоміжні елементи [16, с 109]. А. М. Куліш зазначає, що питання правового статусу державного органу в юридичній літературі донедавна зводилося, головним чином, до визначення його компетенції, встановленого законодавством кола прав та обов'язків [17, с 86], що не розкриває повністю зміст поняття «правовий статус». Під правовим статусом державного органу, як правило, розуміють певну сукупність повноважень юридично-владного характеру, реалізація яких забезпечує виконання покладе-них на нього завдань [18, с 95]. Але О. М. Бандурка застерігає, що таке визначення є досить вузьким, воно не охоплює значної частини питань організації і діяльності державних органів, які визначають їх правовий стан або статус (ці два поняття часто ототожнюються, розглядаються як синоніми) [19, с 125].
Ми вважаємо, що більш доцільною є позиція тих авторів, які розглядають правовий статус суб'єктів права через їх правосуб'єктивність, тобто включають у правовий статус призначення органів, їх завдання, функції, компетенцію і повноваження, форми, методи та цілі діяльності [20, с 13-21].
О. Я. Якимов вважає за необхідне виділяти у правовому статусі державного органу певні блоки - цільовий, до якого включає призначення та завдання органу (в тому числі і його функції); структурно-організаційний, до якого відносить питання утворення органу, його структуру, штати; компетенцію та відповідальність [21, c. 34]. Спірним є віднесення як самостійного блоку компетенції та відповідальності, адже під компетенцією, як було вказано вище, розуміють коло питань, які уповноважений вирішувати державний орган. Компетенція нерозривно пов'язана з функціями та завданнями. О. Я. Якимов не виділяє обв'язки і права, які в науковій літературі розглядають спільно й об'єднують терміном «повноваження» [22, с 319], а також форми і методи діяльності, які можна було б умовно назвати, за пропозицією О. О. Бандурки, функціональним блоком, об'єднавши функції та повноваження.
Т. В. Сараскіна основними характеристиками правового статусу державних органів називає: встановлення призначення органу та його місця в системі органів виконавчої влади, мету утворення орану; визначення сфери його діяльності, формулювання його завдань і функцій; встановлення прав та обов'язків (повноважень) щодо здійснення поставлених перед ним завдань та функцій у певній галузі чи сфері його відання; наділення його правом приймати відповідні правові акти, міру відповідальності органу та його посадових осіб за порушення законності в діяльності органу; порядок формування структури, штатів фінансування, порядку ліквідації; компетенція в прийнятті, реалізації і , контролі за виконанням власних рішень; інформаційне забезпечення органу виконавчої влади та його структурних підрозділів [23, с 73-74].
Для визначення правового статусу державного органу А. Т. Комзюк вважає за необхідне з'ясувати його місце в загальній системі виконавчої влади, рівень і форму його правового регулювання; визначити межі його відання, визначити сферу суспільних відносин, які регулюються даним органом, перелічити об'єкти, йому підпорядковані, з'ясувати коло завдань, на нього покладених, сукупність прав і обов'язків (правомочностей) та його посадових осіб при виконанні покладених на орган функцій, тобто визначити міру, можливої поведінки органу та його посадових осіб при виконанні ними своїх функцій (права), а також міру їх обов'язкової поведінки (обов'язки) [24, с 63].
Правовий статус державного органу з'ясовується, на думку Д. А. Вечерні на, через відповіді на такі запитання: органом якого рівня влади є даний орган; до, якого виду органів влади він належить за своїм призначенням; хто утворює даний орган; кому орган підпорядкований, піднаглядний, перед ким відповідальний; яку компетенцію має даний орган; хто йому підзвітний та підконтрольний; якою є юридична природа актів даного органу; якими державними символами може користуватись; які джерела фінансування органу; чи володіє орган правами юридичної особи [25, с 26-29].
Правовий статус визначає характер, при-значення, вид та місце державного органу у системі органів виконавчої влади, у зв'язку з чим Д. Д. Цабрія вважає, що правовий статус характеризується: а) офіційною назвою органу; б) порядком та способом його утворення; в) територією діяльності; г) метою діяльності, завдань і функцій; д) обсягом та характером влад-них повноважень; є) порядком вирішення в органі підвідомчих питань; ж) відповідальністю; з) джерелами фінансування органу; и) наявністю, або відсутністю прав юридичної особи; і) правом і обов'язком мати певну внутрішню структуру; ї) правом та обов'язком користуватися державними символами [26, с 126131].
Розглядаючи різні визначення поняття правового статусу, можна узагальнити, що правовий статус – це регламентоване нормами права існуюче становище суб'єкта в певній системі, яке залежить від структури, прав, завдань і відповідальності. Але Ю. П. Єременко дає дефініцію правового статусу, виходячи з його структури: «правовий статус - це юридичний вираз соціальної свободи особистості у вигляді системи прав та обов'язків» [27], а А. Б. Венгеров вважає, що «правовий статус сукупність прав, свобод, обов'язків та відповідальності особистості» [28]. М. І. Мату зов писав, що правовий статус являє собою не лише сукупність прав, свобод та обов'язків особистості, а й її законних інтересів, гарантованих державою [29, с 114].
У юридичній літературі існують і такі поняття, як «спеціальний правовий статус», під яким розуміють правовий статус особи у сфері професійної трудової діяльності [30], «правовий статус службовців», який являє собою сукупність прав, обов'язків, обмежень, заборон, відповідальності, встановлених законодавством для окремих категорій посадових осіб.
Особливості правового статусу різних категорій посадових осіб визначаються покладеними на них обов'язками й характером службових повноважень, специфікою діяльності органів, в яких вони служать [31]. Під адміністративно-правовим статусом посадової особи А. М. Костюков пропонує, розуміти регульоване нормами права становище посадової особи в органі управління, що характеризує найменування посадової особи та її місце у службовій ієрархії, функції, повноваження, гарантії реалізації повноважень і відповідальність [32, с 21-23]. До елементів правового статусу посадових осіб можна включити трудову правосуб'єктність службовців, їх основні (статутні) трудові права й обов'язки, гарантії цих прав і відповідальність за невиконання обов'язків. Під трудовою правосуб'єктністю службовців розуміють встановлена законодавством здатність виконувати певні службові обов'язки з настанням відповідного віку. Трудова правосуб'єктність встановлюється діючим законодавством, як правило, з досягненням громадянами 16-річного віку.
Як бачимо, поряд із «правовим статусом» державного органу в науковій літературі використовуються поняття «правовий статус особистості» та «правове становище особистості». Н. В. Вітрук [33], В. О. Кубинський [34] за-пропонували розмежовувати поняття правового статусу органу та правового становища посадової особи, оскільки перше є частиною (ядром), другого. У цьому випадку, як вони вважають, розбіжності в термінології призводять до нечіткого розуміння правового статусу як однієї з ключових категорій юридичної науки.